# Шарженьга
Ша́рженьга (устар. Шарженка) — река в Вологодской области России. Левый приток реки Юг бассейна Северной Двины, истоки расположены на возвышенности Северные Увалы.
Длина — 183 км. Площадь бассейна — 1,5 тыс. км². Среднегодовой расход воды — у устья около 14 м³/с. Шарженьга замерзает обычно в конце октября или начале ноября, полностью освобождается ото льда к концу апреля, реже — к началу мая.
Питание реки смешанное, с преобладанием снегового. Половодье наступает в апреле — мае, летом и осенью возможны паводки.
Шарженьга берёт начало в Нюксенском районе, около деревни Студёное на болоте Шарженгском. Долина явно выражена, река имеет крутые, обрывистые берега. На всём её протяжении от деревни Аргуново до устья встречаются прослойки известковых туфов. Река была богата рыбой, но браконьерство (электроудочники и сетешники) привело к снижению популяций. В реке обитают раки. Прилегающие к речке леса, там, где они сохранились, богаты грибами и ягодами.
В устье Шарженьги скорость течения реки Юг достигает 4 км/час. Коренные берега близко подходят к реке, высота 40—60 м над уровнем воды.
Населённые пункты на реке — деревни Логдуз, Плешкино, Аргуново, Зеленцово, Подольская и др.

## Галерея

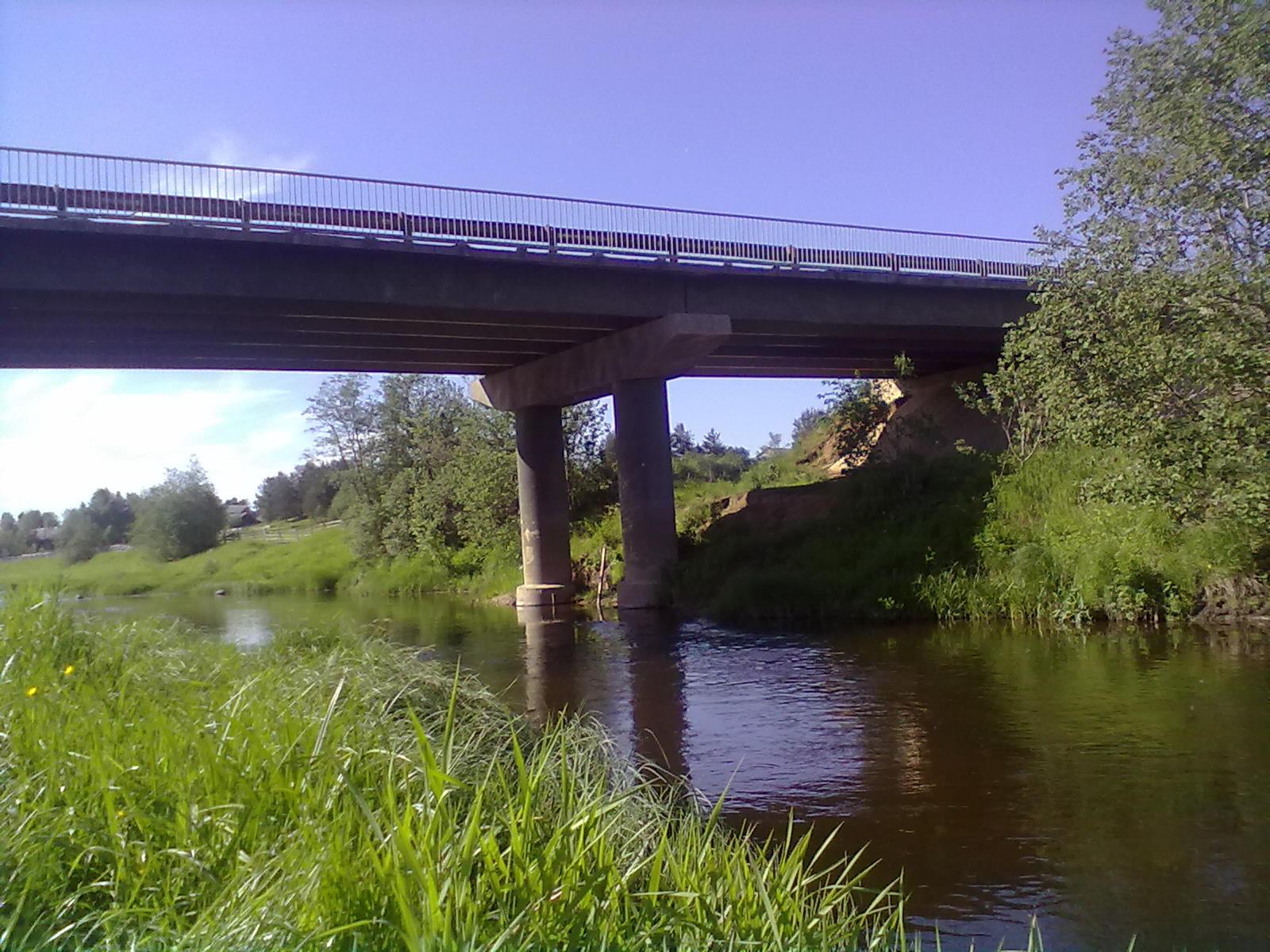
Река Шарженьга вблизи д. Логдуз. Июнь 2011.
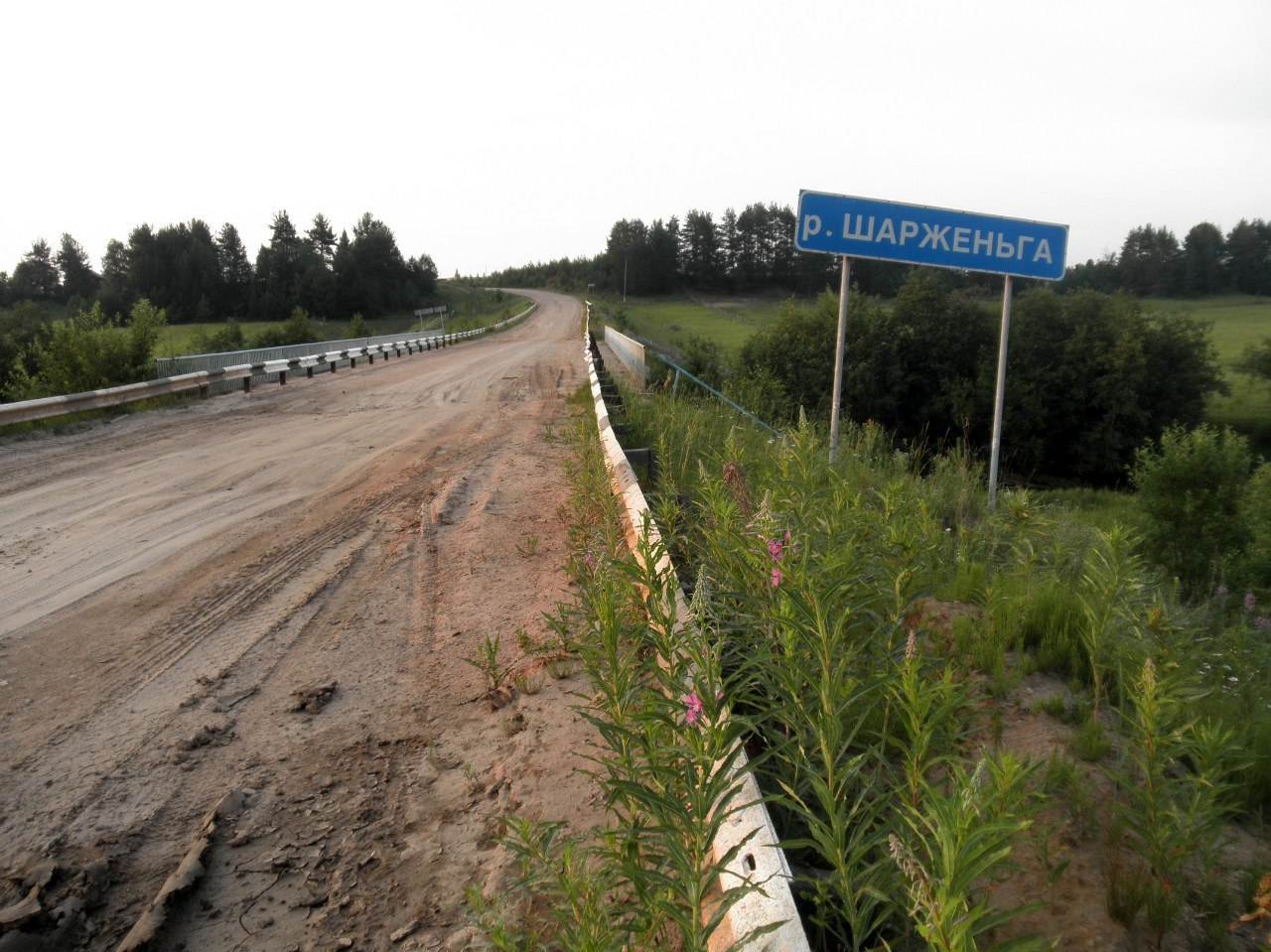
Мост через Шарженьгу около д. Логдуз
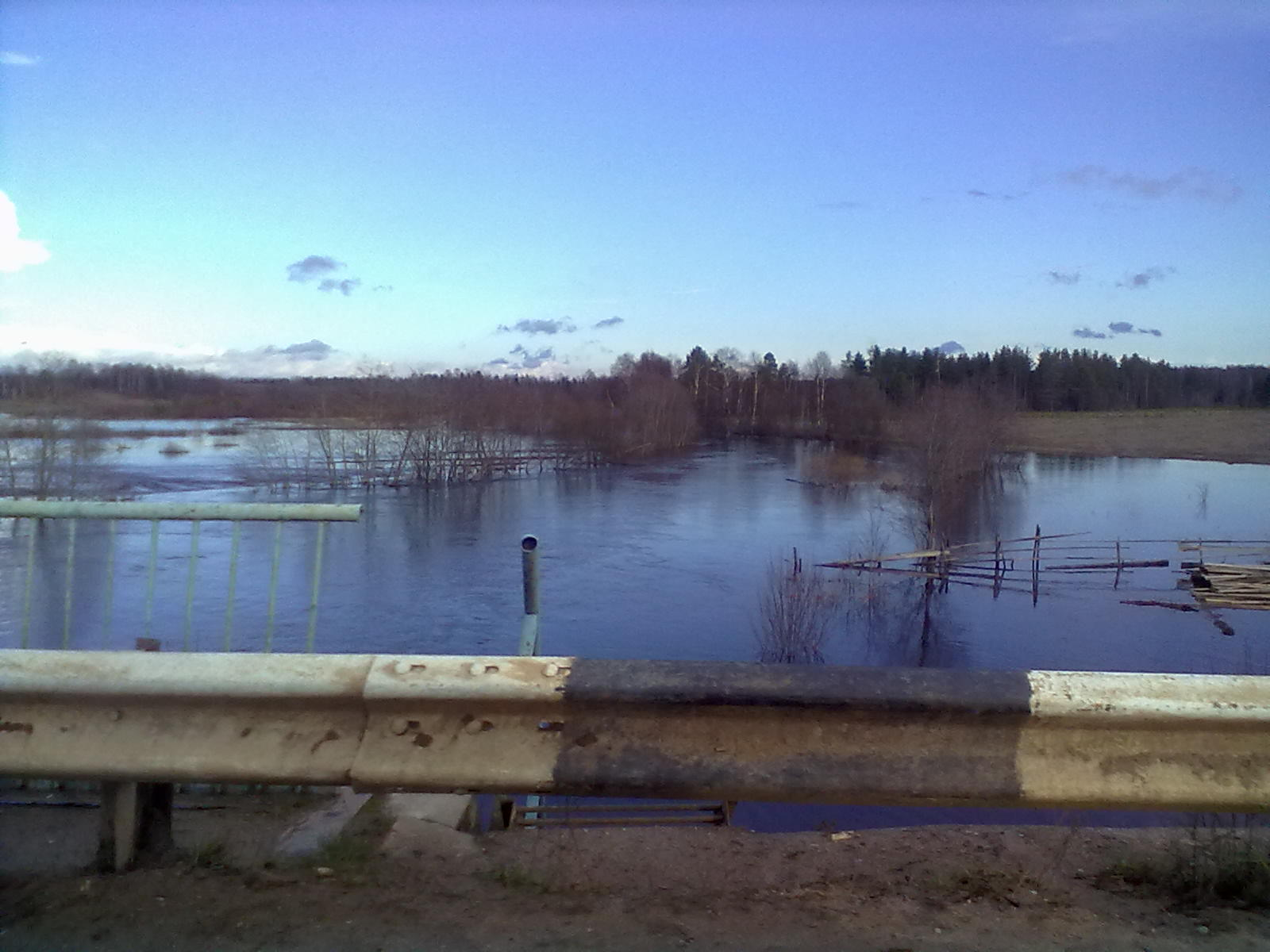
Половодье на р. Шарженьга вблизи д. Логдуз